# Watch
watch — GNU-утиліта, запускає програму параметр через фіксовані інтервали часу, так що ви можете спостерігати за її виводом, бачити, як він змінюється в часі. Якщо інтервал не заданий за допомогою опції -n, то команда запускатиметься кожні 2 секунди. Завершити програму можна за допомогою натиснення відповідних клавіш (зазвичай <Ctrl-C>). Опція -d підсвітить зміни у виводі.

## Використання
```
watch [-n sec] command [args]
```

## Хитрість. Емуляція watch
```
while true; do uptime; sleep 2; done
```